# Crkva Marije Majke Crkve u Šandoru
Crkva Marije Majke Crkve u Šandoru je katolička crkva u subotičkoj gradskoj četvrti Šandoru, posvećena Mariji Majci Crkve. Ovo je župna crkva. Dio je dekanata Subotica - Donji Grad. Bogoslužni jezici su hrvatski i mađarski. Današnji župnik je Andrija Kopilović. Najmlađa je župa u Subotici. Ovdje se matične knjige vode od 1855. godine.
Do izgradnje ove crkve, od 1926. katolici su ove župe bogoslužju nazočili u policijskoj postaji u prostoriji 12 x 6. 
Izgrađena je prema nacrtima subotičkog arhitekta Bolte Dulića 1982. godine, a posvećena je Mariji Majci Crkve. Podignuta je na kamenima temeljcima iz Lourdesa i Fatime, a koje su donijeli biskup Matija Zvekanović i župnik Andrija Kopilović.  Dvanaest ugrađenih i posvećenih križeva su iz isto toliko velikih marijanskih svetišta Hrvata (od Letnice do Brezja, od Škrpjela do Aljmaša), a simboliziraju dvanaestoricu apostola. Crkva je 46 m duga i široka 19 m. Iznutra je visoka 9 m. Crkveni je toranj 22 metra visok, a zvona danas su elektronička. Stilski je zamišljena kao "moderna građevina koja odgovara duhu vremena i u duhu pokoncilske liturgijske obnove". Prvobitno zamišljeni izgled crkve nije nikad sproveden, zbog toga što je ukras pročelja trebao biti zlatni ravenski mozaik koji se pokazao preskupim, čak četiri puta više od same crkve. Interijer crkve ukrašava lijepa kompozicija tirolskih majstora iz 1892. godine koja prikazuje otajstvo Marijina bogomajčinstva. U unutarnjosti crkve nalaze se slike u tehnici slame koje je izradila Ana Milodanović, a prikazuju otajstva. Crkva je posvećena 11. listopada 1982.
U crkvi se štuje lik bistričke Gospe i čuva milosni lik Majke Božje Bunarićke. 